# Ma vui vẻ II
Ma vui vẻ II là một bộ phim điện ảnh Hồng Kông 1985 Hong Kong của đạo diễn Cao Chí Sâm. Phim do Hoàng Bách Minh sản xuất và viết kịch bản